# Krize třetího století

Rozdělená říše v roce 271

Krize třetího století (také období vojenských císařů nebo období vojenské anarchie) je historický pojem, jímž se označuje období římských dějin mezi lety 235 a 284/285 n. l. Vnějšími znaky krize byla politická nestabilita (časté střídání císařů), ekonomický úpadek (inflace, deurbanizace) a snížená obranyschopnost státu vůči vnějším nepřátelům (Germáni, perští Sásánovci). Jejími dalšími projevy byla výměna elit, tedy nástup povýšenců z řad armády k vrcholovým funkcím a ztráta mocenských pozic senátu, utužování císařské vlády (absolutní monarchie) a přesun mocenského ústředí z Říma do center v provinciích. V současné době se o pojmu krize třetího století často v odborných kruzích diskutuje a někdy bývá i zpochybňován (např. poukazy na to, že některé provincie zažívaly v této době i rozkvět), faktem však zůstává, že za Diocletiana musela být kompletně reformována správa, vojenství, měna i ideologie, aby říše mohla fungovat ve změněných podmínkách – což na krizové prvky ukazuje. Skutečnost, že krize neměla v rozlehlém římském státě stejný dopad, na samotném faktu její existence nic nemění, jakkoli lze diskutovat o detailech. Sami Římané pak uvedené období za úpadek pokládali, jak dokládají četná pozdně antická historiografická díla.

## Průběh krize třetího století

### Příčiny a náčrt vývoje za prvních vojenských císařů
Po zavraždění císaře Alexandra Severa byl Maximinus Thrax v roce 235 vzbouřenými jednotkami provolán císařem. Maximinus nebyl ze senátorského, ale z jezdeckého stavu. I přes počáteční vojenské úspěchy došlo po třech letech vlády k vnitřním nepokojům. Roku 238 vypukla proti Maximinovi vzpoura, ke které se připojil velký počet měst z východní části říše. Po zmatcích roku 238, kdy vládlo 6 císařů, se situace krátkodobě stabilizovaná, i když císař Gordianus III. zahynul roku 244 v bojích proti Sásánovcům. Roku 249 došlo k uzurpaci: Decius se nechal svými jednotkami provolat císařem.
V následujícím období docházelo často k výměnám vladaře, kdy málokterý zemřel přirozenou smrtí. Naplno se projevila nefunkčnost systému „akceptace“ principátu: Císař byl volen výhradně vojskem, a tak kdykoliv hrozila možnost uzurpace od svazků vojsk na Rýnu, Dunaji či Eufratu. Mnozí z pozdějších císařů (po roce 268) pocházeli z Ilýrie, která byla významnou oblastí pro nábor do armády, a byli z prostých poměrů. Od roku 260 se začaly měnit struktury v císařské administrativě, vojsku a ve správě provincií, současně docházelo k částečnému hospodářskému rozkladu. Již za císaře Gordiana III. docházelo v okrajových částech impéria ke vzpourám (např. Africe), mezi senátem a armádou vzrůstala vzájemná averze a jezdecký stav vytlačoval senátory z administrativy.

### Vnější ohrožení a vnitřní nepokoje

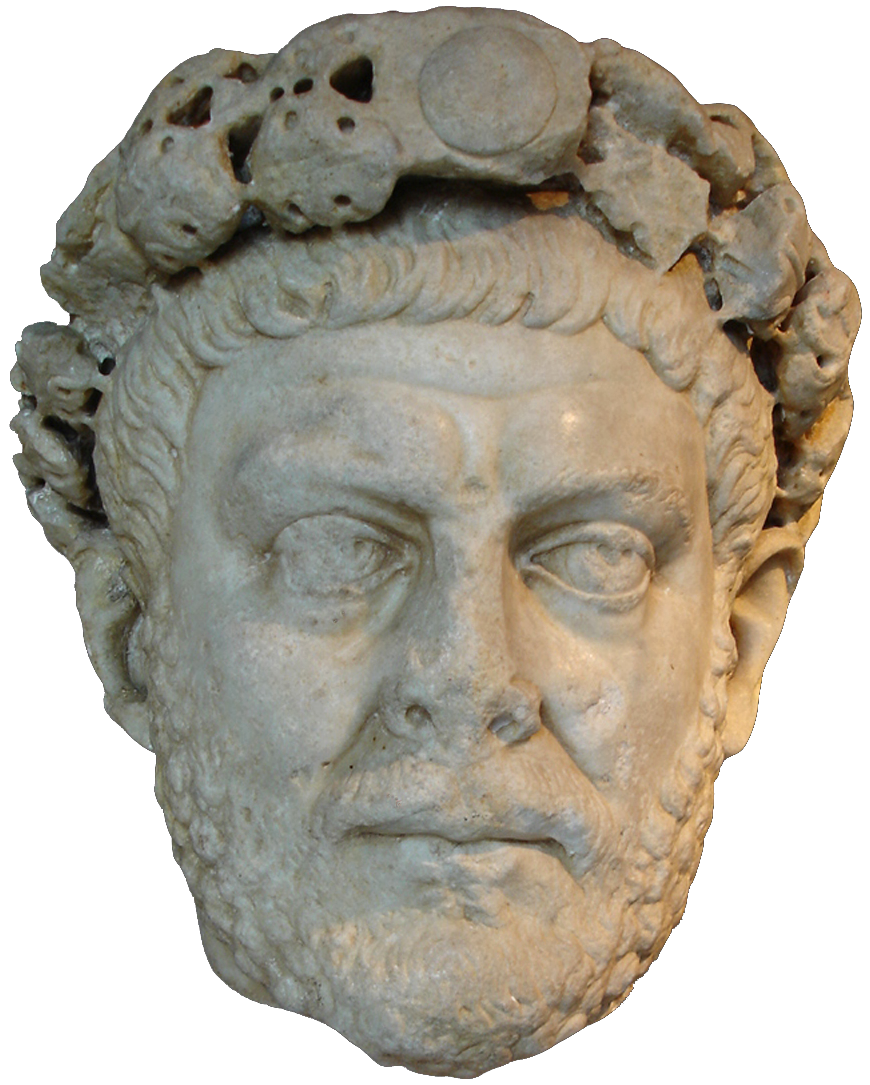
Císař Dioklecián. S jeho vzestupem moci v 284 krize třetího století skončila a dala vzniknout tetrarchii

K výše uvedeným problémům začalo negativně působit i ohrožení hranic. Na Rýnu vytvářeli tlak Alamani, zatímco se na Dunaji objevili Gótové, kteří roku 251 připravili císaři Deciovi zničující porážku. Tyto oblasti byly již delší dobu ohrožovány a v zásadě to nebylo nic nového, ale útoky začaly pravděpodobně sílit. Hlavně se začaly tvořit konfederace kmenů (Alamani a Frankové), jejichž útočné síly byly značné.
Ještě nebezpečnější byla situace na východě. Zde vyrostl římské říši od roku 224 nový protivník: sásánovská říše. Sásánovci vyvrátili parthskou říši a nahradili spíše volně řízené impérium silněji centralizovaným státem, který Řím zaměstnával cca 400 let (římsko-perské války). První perský útok z roku 231 byl za velkých ztrát odražen. Pod vedením krále Šárpúra I. pak Peršané znovu zaútočili na východní římské provincie. Císař Gordian III. utrpěl roku 244 porážku a císař Valerian dokonce padl roku 260 do zajetí – to byla dosud nevídaná potupa pro Řím.
Římské pokusy o obranu nebyly moc efektivní a až poté, co král Palmýry Septimius Odaenathus převzal vrchní velení, se podařilo zahnat agresora. Tím se Palmýra stala jediným stabilizujícím prvkem na východní hranici Říma – a současně i jeho rivalem. Po smrti Odaenatha padly pod nadvládu Palmýry, kterou vedla Septimiova vdova Zenobie, velké části římského orientu, jako Sýrie a Egypt. Až císaři Aureliánovi se podařilo ztracená území dobýt zpět.
Vnější tlak zanechal stopy: mnoho legií bylo na frontách na východě a západě rozprášeno a zničeno a důsledkem se stalo vytváření mobilních jednotek armády, které mohly být nasazeny v místech největšího ohrožení.
Na jedné straně častá výměna panovníků znemožňovala přistoupit ke kontinuální politice, a na straně druhé byli vojenští císaři natolik závislí na svých legiích, že nebyli schopni udržet disciplínu. I přes tyto potíže se říše nerozpadla, její hospodářství ovšem trpělo. Došlo k velkému znehodnocení peněz, jelikož zdroje sotva dostačovaly pro financování armády a správy. Od roku 270 rostla inflace. Tyto problémy se Gallienus pokusil řešit reformou správy, která v náznacích připomíná pozdější správu za Diokleciána a Konstantina. Gallienus, který senátorům zakázal službu v armádě, zemřel roku 268, aniž by se prosadil jako císař na území celé říše.
Jeho následovník Claudius II. byl velice úspěšný při obraně hranic, ale jeho následovníci nedokázali zabránit tendencím k odtržení se od říše, které vyvrcholily roku 260 vytvořením Imperia Galliara. To byl přímý důsledek nedostatečné účinnosti administrativy, který vedl v pozdější době k větší centralizaci správy. Dalším důsledkem bylo nadměrné zatížení armády, které vedlo tak daleko, že obrana před útočníky částečně připadla i regionálním jednotkám (například při vpádu Herulů do Řecka roku 267/68). Začalo být očividné, že říše se stává pro jednoho vládce neříditelná.

### Překonání krize
Částečné překonání krize se povedlo již císaři Aureliánovi, který byl zkušený voják a mohl navázat na reformy svých předchůdců, jako byl Gallienus. Ten započal profesionalizaci armády. Po odražení několika velkých vpádů barbarů do Itálie a vyklizení provincie Dácie, která ležela na velice exponovaném místě, odstranil na východě království Palmýra a na západě připojil Imperium Galliarum zpět k říši. V oblasti náboženství se pokoušel zavést jako státní náboženství kult Boha slunce, od kterého si sliboval zajištění vnitřní stability říše. Stále jasněji se totiž v tomto období krize vynořoval trend k monoteismu. Také hospodářství se začalo výrazně vzpamatovávat, tomu napomohlo i to, že impérium vlastnilo východní i západní provincie.
Po zavraždění Aureliána roku 275 se pokračovalo v konsolidačním úsilí, které začalo pomalu působit. I přes tyto kroky byla častá výměna vládce problematická. Také úspěšní císaři, jako byl např. Probus, byli zpochybňováni. Vojsko i nadále jmenovalo císaře, ale po smrti Cara se volbou důstojníka gardy Diocla roku 284 dosáhlo uklidnění. Nový císař si dal jméno Dioklecián a po odstranění Carina roku 285 se pustil do významných reforem říše. Zavedl nový daňový systém (Capitatio-Iugatio) a nové dělení armády (rozdělení na comitatenses a limitanei).
Diokleciánem zavedený systém vládnutí, tedy tetrarchie, neměl budoucnost, i přesto byla za jeho panování s konečnou platností ukončena krize třetího století, během které se změnila správa, kulturní a náboženský život, a také došlo ke změnám v hospodářství. Částečně mohl navázat na reformní úsilí některých vojenských císařů, což také ovlivnilo římskou říši pozdní antiky.